# Ешекдере
Ешекдере (на гръцки: Εσοχή, Есохи) е село в Гърция, разположено на територията на дем Козлукебир (Ариана), област Източна Македония и Тракия.

## География
Селото е разположено на южните склонове на Родопите.

## История
Според статистиката на Любомир Милетич към 1912 година в Ешекдере живеят 70 помашки семейства. Към 1942 година в селото живеят 322 помаци.